# DeCordova Sculpture Park and Museum

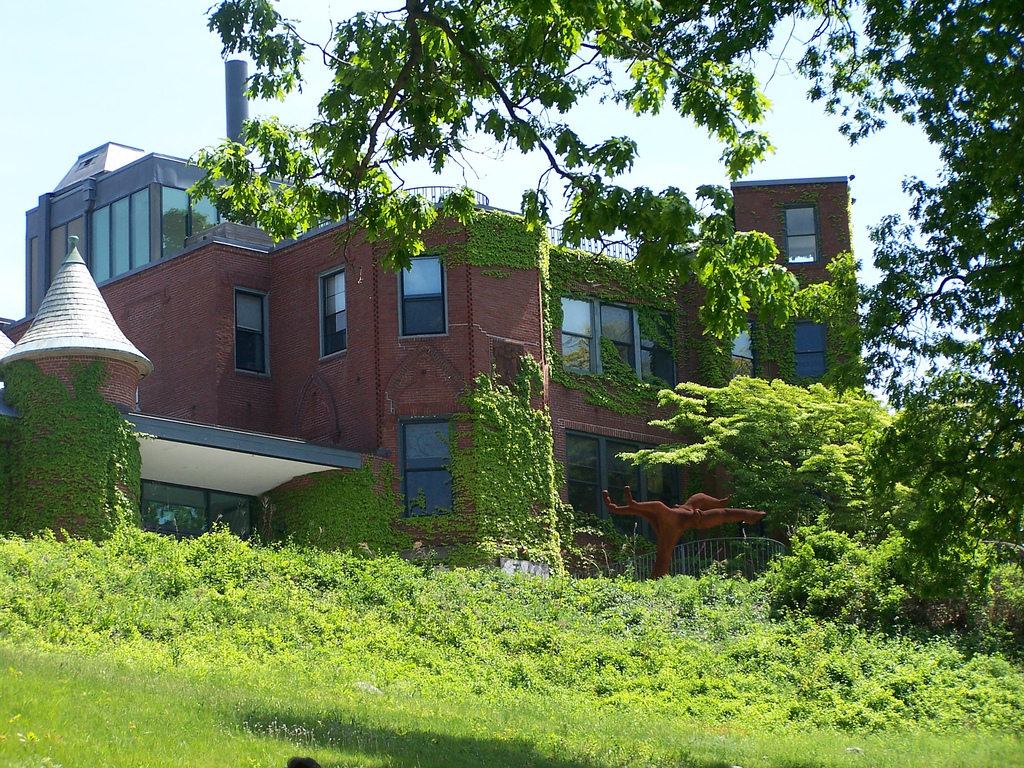
Het museumgebouw

DeCordova Sculpture Park and Museum (DeCordova) is een beeldenpark annex kunstmuseum in Lincoln in de Amerikaanse staat Massachusetts. DeCordova is gespecialiseerd in Amerikaanse kunst.

## Geschiedenis
DeCordova is gevestigd in het voormalige zomerhuis in Lincoln (Middlesex County) van de industrieel en kunstverzamelaar uit Boston Julian de Cordova (1851-1945) . De Cordova liet zijn zomerhuis in 1910 ombouwen tot een kasteel naar Europees voorbeeld, waarin hij zijn tijdens reizen verzamelde kunstcollectie onderbracht. DeCordova liet zijn 9 hectare grote landgoed met zomerhuis na aan de stad Lincoln, opdat er een voor het publiek toegankelijk museum zou worden gevestigd. Een commissie bepaalde dat de bestaande collectie niet geschikt was voor museale doeleinden en nam in 1948 de beslissing een voor die tijd in New England uniek museum voor regionale, hedendaagse kunst te stichten. Het DeCordova Museum werd in 1950 voor het publiek geopend.
In 1998 werd het gebouw aanzienlijk uitgebreid, waarbij een dakterras voor expositie in de openlucht ontstond, het Sculpture Roof Terrace. De permanente collectie bestaat uit 3000 kunstwerken, die in wisselexposities worden getoond.
DeCordova heeft naast de tentoonstellingsfunctie ook een taak als opleidingscentrum, de DeCordova Museum School, die met ateliers en klaslokalen is gevestigd in het voormalige koetshuis, het Carriage House.

## Beeldenpark
In de zestiger jaren vonden in het park diverse exposities plaats met als hoogtepunt in 1966 een grote tentoonstelling met beelden van onder anderen Alexander Calder, George Rickey, Max Bill en Alexander Liberman. Het succes van de expositie had als gevolg dat het park werd uitgebreid tot 14 hectare en omgevormd tot een beeldenpark. In 1989 werd de naam van het museum gewijzigd in DeCordova Sculpture Park and Museum. In het beeldenpark bevinden zich 80 sculpturen van Amerikaanse beeldhouwers, zoals Alexander Liberman, Sol LeWitt en Nam June Paik, deels eigendom van het museum, deels (langdurige) bruiklenen van kunstenaars, galeries en particulieren.

### Collectie (selectie)
- Fletcher Benton: Donut with 3 Balls (2002)
- Dorothy Dehner: Fortissimo (1993)
- Mark di Suvero: Sunflowers for Vincent (1978/83)
- Jim Dine: Two Big Black Hearts (1985)
- Sol LeWitt: Tower (DC) (1989/2009)
- Alexander Liberman: Cardinal Points (1965)
- Nam June Paik: Requiem for the 20th Century (1997)
- Albert Paley: Apollo (1996)
- Beverly Pepper: Silent Presence (1982)
- George Rickey: Three Lines (1964)
- William G. Tucker: Chinese House (2003)
- Isaac Witkin: Jacob's Dream (1986 en Maiden's Dream (1996)

## Fotogalerij

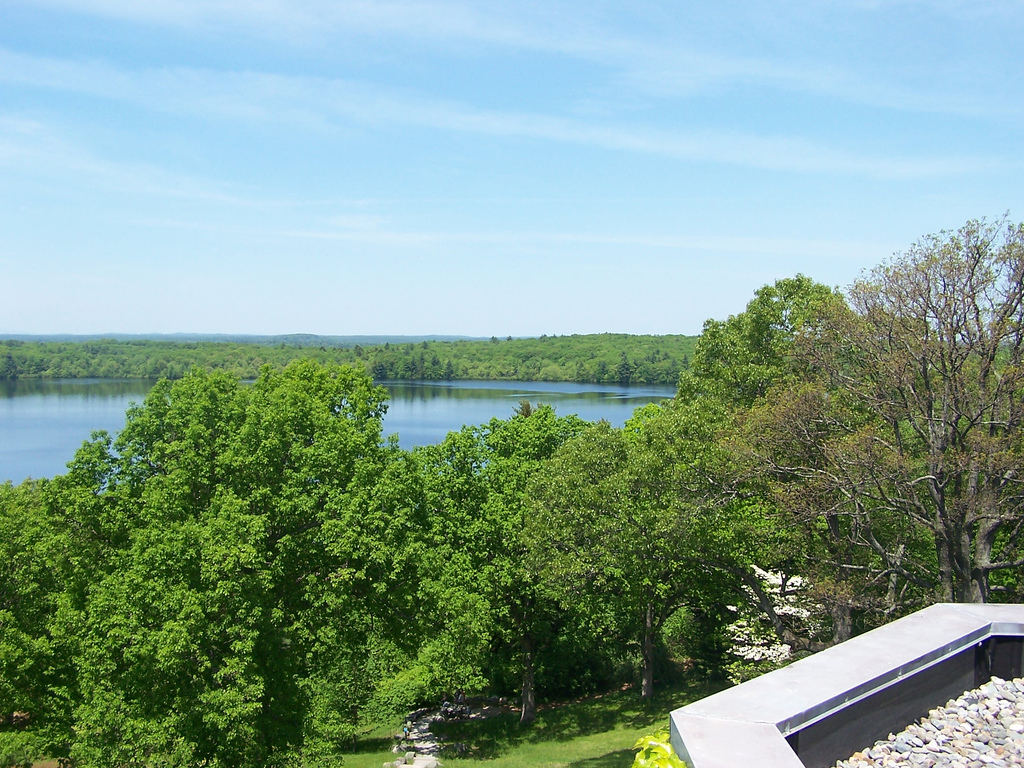
Zicht op het park en Flint Pond
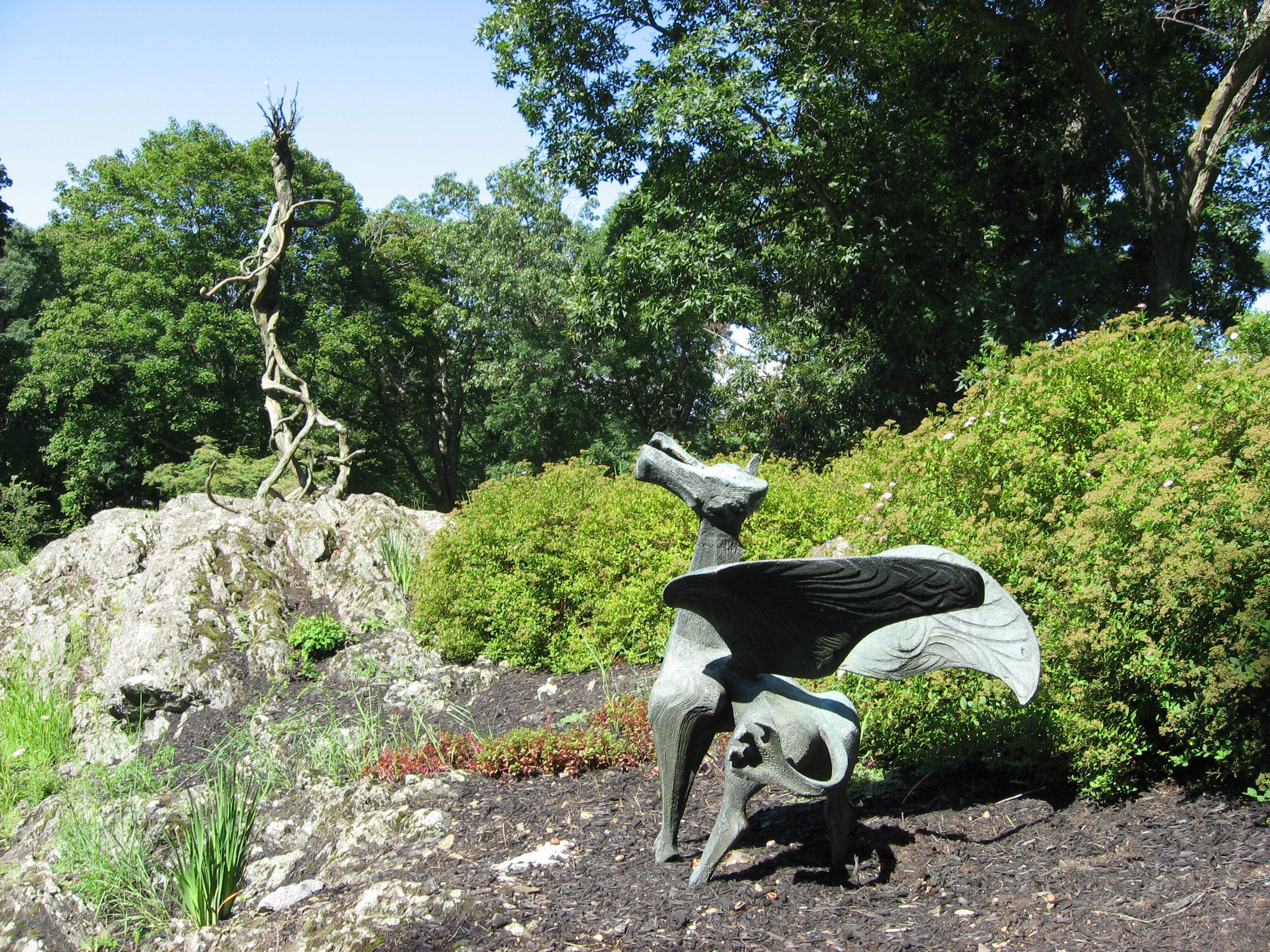
Het beeldenpark
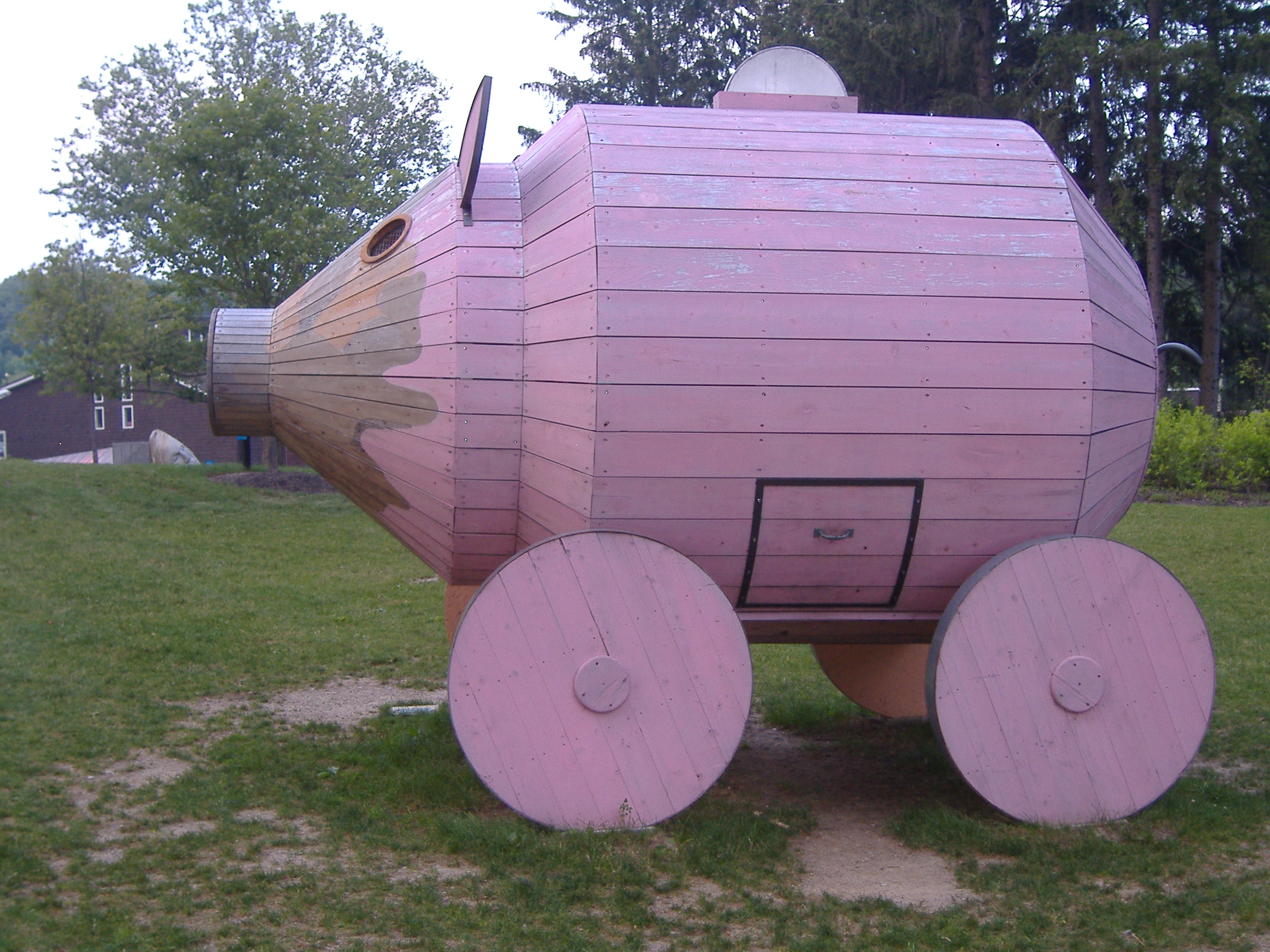
Sculptuur Trojan Pig